# MSC Oscar (schip, 2015)
De MSC Oscar werd in januari 2015 het grootste containerschip ter wereld. Het schip heeft een capaciteit van ruim 19.000 TEU. De MSC Oscar is de eerste in een reeks. MSC heeft 18 schepen besteld elk met een capaciteit van ruim 19.000 TEU. Het zusterschip MSC Oliver kwam in april 2015 in de vaart, gevolgd door de MSC Zoe en de MSC Maya.

## DeMSC Oscarin Nederland
Op 3 maart 2015 deed het schip de haven van Rotterdam aan.